# Bredstrup (plaats)
Pjedsted is een plaats in de Deense regio Zuid-Denemarken, gemeente Fredericia, en telt 500 inwoners (2007).